# Defend International
Defend International (comúnmente conocida como DI) es una organización no gubernamental enfocada en promover y proteger los derechos humanos en Oriente Medio y el Norte de África. DI fue fundada en 2007 en Noruega.

## Estructura
DI opera a nivel internacional y está formada por una red de voluntarios, representantes y organizaciones cívicas que trabajan a nivel nacional, regional y subregional.

## Alianzas
Defend International es socio de la Alianza Global para Cocinas Limpias, una iniciativa liderada por la Fundación de las Naciones Unidas, y miembro de la Coalición de ONG Peace One Day y Peace Now.
Desde su creación, DI ha colaborado con muchas organizaciones cívicas y humanitarias, así como con varias agencias gubernamentales.

## Objetivos

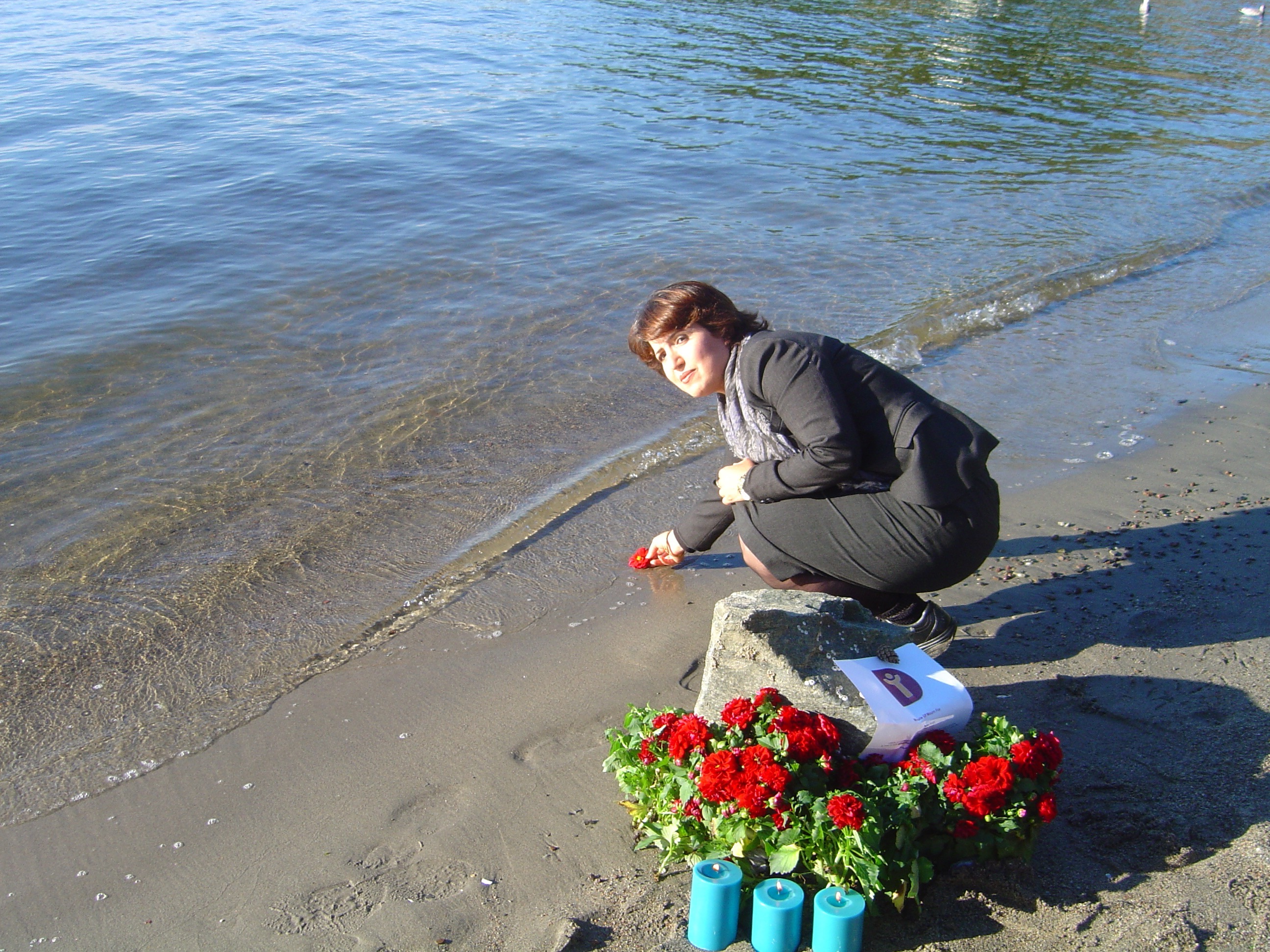
Widad Akreyi durante un evento en la playa en memoria de Alan Kurdi y otros, septiembre de 2015

La misión de DI no se dirige a ningún grupo demográfico en particular dentro de su área geográfica de enfoque, pero su trabajo a menudo concierne a grupos minoritarios como los yazidíes y los cristianos de Oriente Medio.

El 4 de septiembre de 2015, Defend International celebró un evento en la playa en memoria de Alan Kurdi y otros refugiados.
En colaboración con sus socios, DI ha abogado y trabajado para lograr varios objetivos humanitarios, como:
- Poner fin a la esclavitud moderna.[8]
- Poner fin a la pena de muerte.[9]
- Poner fin a la tortura.[10]
- Proteger los derechos de los presos de conciencia y los activistas de la sociedad civil.[11]
- Defender los derechos de los niños.[12]
- Defender los derechos de las mujeres.[13]
- Defender los derechos de los defensores de los derechos humanos.[14]
- Defender los derechos de los refugiados.[15]
- Revisar las políticas sanitarias y la legislación sobre derechos humanos.[16]
- Salvaguardar el medio ambiente.[17]
- Promover el desarme y la seguridad internacional.[18]

## Campañas y actividades humanitarias

### Mujeres y niños

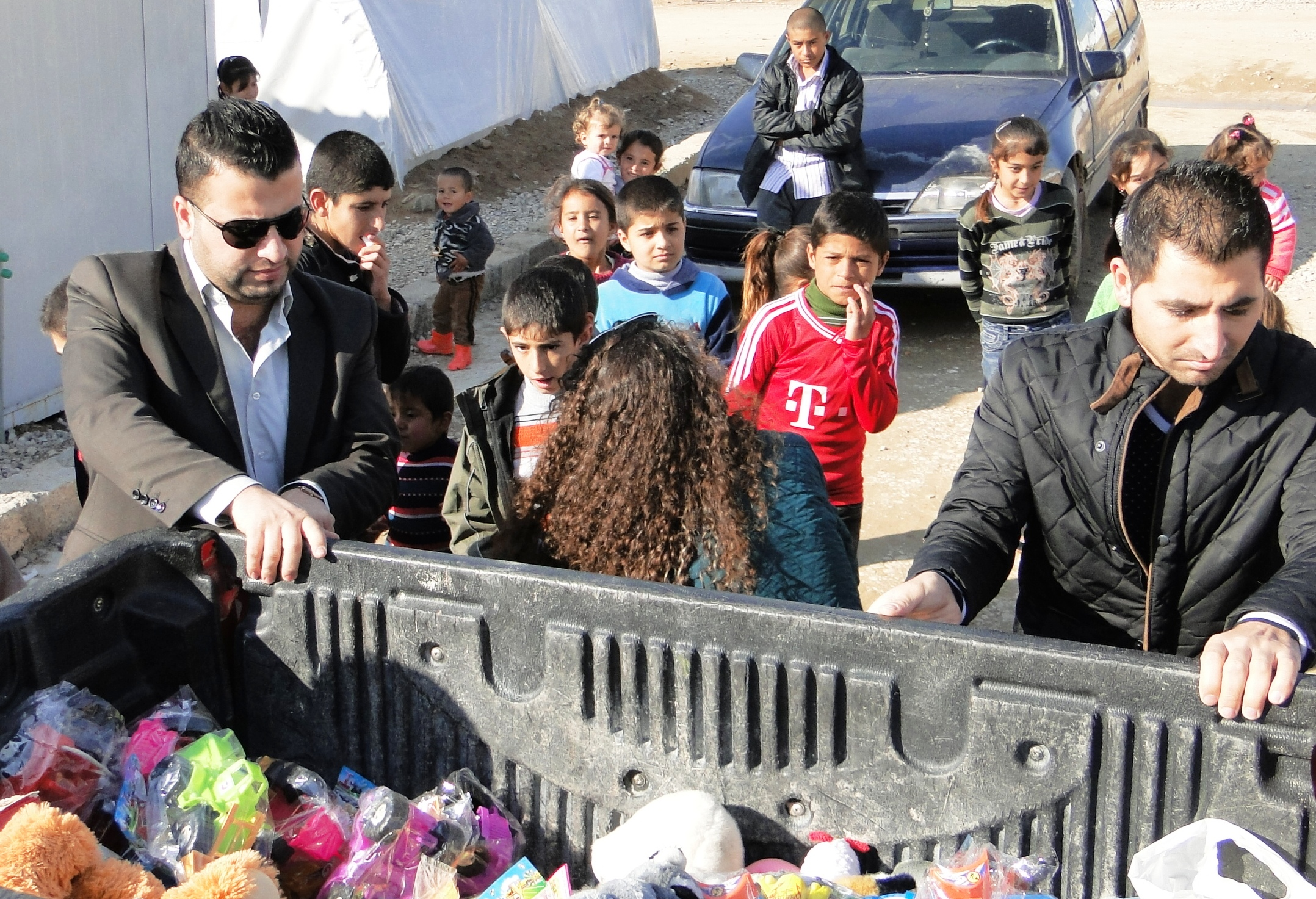
Defend International proporcionó ayuda humanitaria a los refugiados yazidíes en Región del Kurdistán, Irak, en diciembre de 2014

DI expresó que ha identificado estrategias para abordar la violencia contra las mujeres y los matrimonios infantiles.
DI ha pedido que se ponga fin a la mutilación genital femenina, y se eliminen todas las formas de violencia y discriminación contra las mujeres y las niñas. En 2015, DI pidió a los negociadores de la ONU del Tratado sobre el Comercio de Armas que incluyeran una disposición jurídicamente vinculante para prevenir la violencia armada por motivos de género.
Defend International ha respaldado el Tratado «Todas las Mujeres» (Every Woman Treaty) sobre la violencia contra las mujeres y las niñas en todo el mundo y es miembro de la «Coalición Todas las Mujeres en Todas Partes» (Everywoman Everywhere Coalition).

### Minorías
En colaboración con artistas como la banda Edison, Claude Arfaras, Jane Adams y Daniel Dalopo, Defend International lanzó una campaña mundial en septiembre de 2014 para crear conciencia sobre los yazidíes, Kobanî y los cristianos, y también pidió a la comunidad internacional que intensificara los esfuerzos destinados a rescatar a las mujeres y los niños esclavizados por el EI.